# 石井心咲
石井 心咲（いしい みさき、2008年8月20日 - ）は、日本の女優。東京都出身、スマイルモンキー→ボックスコーポレーション所属。

## 来歴
幼い頃からCMやテレビドラマに出演。2020年、テレビドラマ『こどものグルメ』で主演をつとめる。
2022年4月より、ボックスコーポレーションに所属。

## 人物
趣味は読書、映画鑑賞、イラスト描き。特技はトランポリン、美味しそうに食べること、歌唱、モダンダンス、アドリブ演技、体操。
身長152cm。

## 出演

### テレビドラマ
- カスペ! 8.12日航機墜落30回目の夏 生存者が明かす"32分間の闘い"〜ボイスレコーダーの"新たな声"（2014年8月12日、フジテレビ） - 吉崎ゆかり 役[2]
- 紅白が生まれた日（2015年3月21日、NHK総合） - 村木陽子 役[2]
- 連続テレビ小説 まれ（2015年、NHK総合） - 米田麻衣子 役[2]
- 8.12日航ジャンボ機墜落事故 30年の真相（2015年8月12日、NHK総合） - 咲子 役[2]
- 経世済民の男 高橋是清（2015年8月22日・29日、NHK）[2]
- ほんとにあった怖い話 夏の特別編2016（2016年8月20日、フジテレビ） - ほん怖メンバーズ 役[2]
- 相棒 season15 第9話（2016年12月7日、テレビ朝日） - 光田天子（幼少期）役[2]
- A LIFE〜愛しき人〜 第3話（2017年1月29日、TBS） - 成田友梨佳 役[2]
- 炎の経営者（2017年3月19日、フジテレビ） - 谷田部育子 役[2]
- 家裁調査官・山ノ坊晃2（2017年7月9日、テレビ朝日） - 高梨晴美（幼少） 役[2]
- 大河ドラマ 西郷どん（2018年、NHK） - 西郷鷹（幼少期） 役[2]
- 三田由紀夫 命売ります 第6話（2018年2月17日、BSジャパン / 5月9日、テレビ東京） - 結城みさと（幼少期）役[2]
- 学校へ行けなかった私が「あの花」「ここさけ」を書くまで（2018年9月1日、NHK BSプレミアム） - 坂田安喜子（幼少期）役[2]
- 絆のペダル（2019年8月24日、日本テレビ、24時間テレビ 愛は地球を救う42 ドラマスペシャル）
- 鉄の骨 第2話（2020年4月25日、WOWOW）[1]
- こどものグルメ（2020年10月25日、テレビ東京） - 主演・蓬野杏 役[4]
  - こどものグルメ2021（2021年11月20日、テレビ東京） - 主演・蓬野杏 役[6]
- 泣くな研修医 第3話（2021年5月8日、テレビ朝日） - 石原理沙 役
- 半径5メートル（2021年、NHK総合） - 前田風未香（14歳時） 役
- 警視庁ゼロ係〜生活安全課なんでも相談室〜 第5シリーズ 第5話（2021年5月28日、テレビ東京） ‐ 工藤由香 役
- お耳に合いましたら。（2021年7月9日 - 10月1日、テレビ東京） - 高村美園（小学生時代） 役
- 特捜9 season6 第5話（2023年5月3日、テレビ朝日） - 城川早紀（幼少期） 役
- いちばんすきな花 第1話（2023年10月12日、フジテレビ） - 生徒 役

### 配信ドラマ
- 全裸監督（2019年、Netflix） - 村西真由美 役[2]

### 映画
- JUKAI 樹海(原題:THE FOREST)（2016年） - 姉妹 役[2]
- 護られなかった者たちへ（2021年10月1日公開） - カンちゃん 役[3]

### テレビ番組
- ワラッチャオ!（2013年 - 2017年、NHK BSプレミアム）※レギュラー[2]
- Eダンスアカデミー（2017年 - 2018年、NHK Eテレ） - 5代目Eダンスキッズ
- 天才てれびくんhello,（2020年、NHK Eテレ）[2]

### CM
- 日本マクドナルド ハッピーセット こえだちゃん（2013年）
- サムスングループ（2014年）
- JA全農にいがた こしいぶきダンス（2014年）
- ユニー マザースーツ（2015年）
- 日本ケンタッキー・フライド・チキン（2015年）
- 全労済（2015年）
- 貝印（2015年）
- USJ ユニバーサル・ワンダー・クリスマス（2015年）
- エコリカ（2015年）
- 東北インテリジェント通信 トークネット光（2015年）
- セイバン 天使のはねランドセル（2016年）
- ミツカン まぜつゆ（2016年）
- セガトイズ ウォータースプーンペットのうみのせかい（2016年）

### DVD
- 新沢としひこ しんざわンダーランド（2015年）

### スチール
- ベネッセコーポレーション 人は、一生育つ。（2015年）

### Web
- 花王 キュキュット（2014年）
- SHARP emopa life story（2015年）
- イオン 経済圏（2015年）
- tree / Canon EOS 5D Mark IV Movie（2016年） - リサ 役[7]

### ミュージックビデオ
- 欅坂46『黒い羊』（2019年） - 平手友梨奈の幼少期役
- スフィア『best friends』（2019年）

### その他
- ゼンショー COCO’S おこさま無料パスポートキャンペーン（2016年） - 声の出演[2]